# Aquilino Barrachina Ortiz
Aquilino Barrachina Ortiz (Anna, Canal de Navarrès 1882 - Alacant, 1940) va ser un polític socialista valencià. En la seva joventut va emigrar als Estats Units, per tornar en la dècada de 1920, establint-se a Pego (Marina Alta). Allí militava en el Partit Socialista Obrer Espanyol (PSOE) i el 1928 fou secretari de la Societat d'Oficis Variats de la UGT. El 1932 va ser escollit alcalde de Pego. Va destacar en el càrrec públic per la creació de la biblioteca pública i la xarxa d'aigua potable, així com per intentar la creació d'una borsa de treball, per la qual raó la Dreta Regional Alacantina l'acusà de provocar malestar social. L'estiu de 1934 fou destituït i l'octubre fou empresonat a Alcoi. Després de la victòria del Front Popular a les eleccions generals espanyoles de 1936 tornà a ocupar l'alcaldia.
Durant la Guerra Civil va ser qui va protegir l'Arxiu Municipal de Pego. La falta de moneda durant el conflicte, fet comú en els fronts de l'est de la guerra, va fer que s'hagués d'imprimir moneda per l'ajuntament, i era tal la seva reputació d'home en qui confiar que va avalar amb la seva pròpia signatura les emissions. Després de la guerra va ser detingut, jutjat en consell de guerra sumaríssim, condemnat a mort i executat a Alacant amb José Alarcón Herrero i altres militants socialistes. Un carrer de la ciutat de Pego porta el seu nom.